# Sainte-Opportune-la-Mare
Sainte-Opportune-la-Mare is een gemeente in het Franse departement Eure (regio Normandië) en telt 385 inwoners (1999). De plaats maakt deel uit van het arrondissement Bernay.

## Geografie
De oppervlakte van Sainte-Opportune-la-Mare bedraagt 10,9 km², de bevolkingsdichtheid is 35,3 inwoners per km².
De onderstaande kaart toont de ligging van Sainte-Opportune-la-Mare met de belangrijkste infrastructuur en aangrenzende gemeenten.

## Demografie
Onderstaande figuur toont het verloop van het inwonertal (bron: INSEE-tellingen).